# Primærrute 41
De Primærrute 41 is een hoofdweg in Denemarken. De weg loopt van Sønderborg naar Aabenraa. De Primærrute 41 loopt over het schiereiland Jutland en is ongeveer 29 kilometer lang.